# Dendrochilum loheri
Dendrochilum loheri är en orkidéart som beskrevs av Oakes Ames. Dendrochilum loheri ingår i släktet Dendrochilum och familjen orkidéer. Inga underarter finns listade i Catalogue of Life.